# Поттинджер, Эллисон
Э́ллисон По́ттинджер (англ. Allison Pottinger, урождённая Э́ллисон Да́рра, англ. Allison Darragh; род. 5 июля 1973, Брамптон, Онтарио) — американская кёрлингистка.
В составе женской сборной США участвовала в двух зимних Олимпийских играх (2010, 2014), тринадцати чемпионатах мира (чемпионы в 2003, когда женская команда США впервые выиграла чемпионат мира). Одиннадцатикратная чемпионка США среди женщин. В составе юниорской женской сборной США участница и призёр юниорского чемпионата мира 1994. Двукратная чемпионка США среди смешанных команд. Чемпионка США среди юниоров.
Играла в основном на позициях четвёртого и третьего. Несколько сезонов была скипом команды.

## Достижения
- Чемпионат мира по кёрлингу среди женщин: золото (2003), серебро (1996, 1999, 2006).
- Чемпионат США по кёрлингу среди женщин: золото (1995, 1996, 1999, 2002, 2003, 2006, 2007, 2008, 2009, 2012, 2016), серебро (2011, 2014), бронза (2013).
- Чемпионат США по кёрлингу среди смешанных команд: золото (1995, 1998).
- Чемпионат США по кёрлингу среди смешанных пар: серебро (2016).
- Континентальный Кубок по кёрлингу (в составе команды Северной Америки): золото (2007, 2013, 2016), серебро (2003, 2008).
- Чемпионат мира по кёрлингу среди юниоров: серебро (1994).
- Чемпионат США по кёрлингу среди юниоров: золото (1994).

- Кёрлинг-команда года в США (англ. USA Curling Team of the Year): 1999, 2003[4].
- Лучшая кёрлингистка года в США (англ. USA Curling Female Athlete of the Year): 2008, 2012.

## Команды
| Сезон                                               | Четвёртый          | Третий             | Второй                | Первый           | Запасной                                     | Турниры                             |
| --------------------------------------------------- | ------------------ | ------------------ | --------------------- | ---------------- | -------------------------------------------- | ----------------------------------- |
| 1993—94                                             | Эрика Браун        | Дебби Генри        | Стейси Лиапис         | Аналисса Джонсон | Эллисон Дарра                                | ЧСШАЮ 1994 · ЧМЮ 1994               |
| 1994—95                                             | Лиза Шёнеберг      | Эрика Браун        | Лори Маунтфорд        | Марсия Тиллиш    | Эллисон Дарра                                | ЧСШАЖ 1995 · ЧМ 1995 (6 место)      |
| 1995—96                                             | Лиза Шёнеберг      | Эрика Браун        | Лори Маунтфорд        | Эллисон Дарра    | Дебби Генри                                  | ЧСШАЖ 1996 · ЧМ 1996                |
| 1998—99                                             | Патти Ланк         | Эрика Браун        | Эллисон Дарра         | Трейси Сэчен     | Барб Перрелла (ЧМ) тренер: Стив Браун        | ЧСШАЖ 1999 · ЧМ 1999                |
| 1999—00                                             | Патти Ланк         | Эрика Браун        | Эллисон Поттинджер    | Трейси Сэчен     | тренер: Стив Браун                           | ЧСШАЖ 2000                          |
| 2000—01                                             | Патти Ланк         | Эрика Браун        | Эллисон Поттинджер    | Трейси Сэчен     | тренер: Keith Reilly                         | ЧСШАЖ 2001                          |
| 2001—02                                             | Патти Ланк         | Эрика Браун Орьедо | Эллисон Поттинджер    | Трейси Сэчен     | тренер: Бев Бенке                            | АООК 2001                           |
| 2001—02                                             | Патти Ланк         | Эрика Браун Орьедо | Эллисон Поттинджер    | Натали Николсон  | Николь Джоренстед                            | ЧСШАЖ 2002 · ЧМ 2002 (8 место)      |
| 2002—03                                             | Патти Ланк         | Эрика Браун        | Эллисон Поттинджер    | Натали Николсон  | Николь Джоренстед                            | ККК 2002                            |
| 2002—03                                             | Дебби Маккормик    | Эллисон Поттинджер | Энн Суиссхелм Сильвер | Трейси Сэчен     | Джони Коттен (ЧМ) тренер: Уолли Генри        | ЧСШАЖ 2003 · ЧМ 2003                |
| 2003—04                                             | Дебби Маккормик    | Эллисон Поттинджер | Энн Суиссхелм Сильвер | Трейси Сэчен     | Джони Коттен (ЧСШАЖ)                         | ККК 2003 , · ЧСШАЖ 2004             |
| 2004—05                                             | Дебби Маккормик    | Эллисон Поттинджер | Энн Суиссхелм Сильвер | Трейси Сэчен     |                                              | ЧСШАЖ/АООК 2005                     |
| 2005—06                                             | Дебби Маккормик    | Эллисон Поттинджер | Николь Джоренстед     | Трейси Сэчен     | Натали Николсон тренер: Джони Коттен         | ЧСШАЖ 2006                          |
| 2005—06                                             | Дебби Маккормик    | Эллисон Поттинджер | Николь Джоренстед     | Натали Николсон  | Кейтлин Маролдо тренер: Уолли Генри          | ЧМ 2006                             |
| 2006—07                                             | Дебби Маккормик    | Эллисон Поттинджер | Николь Джоренстед     | Натали Николсон  | Трейси Сэчен                                 | ЧСШАЖ 2007                          |
| 2006—07                                             | Дебби Маккормик    | Эллисон Поттинджер | Николь Джоренстед     | Натали Николсон  | Морин Брант тренеры: Уолли Генри, Эд Лукович | ЧМ 2007 (4 место)                   |
| 2007—08                                             | Дебби Маккормик    | Эллисон Поттинджер | Николь Джоренстед     | Натали Николсон  | Трейси Сэчен тренер: Уолли Генри             | ЧСШАЖ 2008 · ЧМ 2008 (7 место)      |
| 2008—09                                             | Дебби Маккормик    | Эллисон Поттинджер | Николь Джоренстед     | Натали Николсон  | Трейси Сэчен тренер: Уолли Генри             | ЧСШАЖ/АООК 2009 · ЧМ 2009 (9 место) |
| 2009—10                                             | Дебби Маккормик    | Эллисон Поттинджер | Николь Джоренстед     | Натали Николсон  | Трейси Сэчен тренер: Уолли Генри             | ЗОИ 2010 (10 место)                 |
| 2010—11                                             | Эллисон Поттинджер | Николь Джоренстед  | Натали Николсон       | Табита Питерсон  |                                              | ЧСШАЖ 2011                          |
| 2011—12                                             | Эллисон Поттинджер | Николь Джоренстед  | Натали Николсон       | Табита Питерсон  | Кассандра Поттер (ЧМ) тренер: Дерек Браун    | ЧСШАЖ 2012 · ЧМ 2012 (5 место)      |
| 2012—13                                             | Эллисон Поттинджер | Николь Джоренстед  | Натали Николсон       | Табита Питерсон  |                                              | ККК 2013 · ЧСШАЖ 2013               |
| 2013—14                                             | Эллисон Поттинджер | Николь Джоренстед  | Натали Николсон       | Табита Питерсон  | Тара Питерсон (ЧМ) тренер: Дерек Браун       | ЧСШАЖ 2014 · ЧМ 2014 (6 место)      |
| 2013—14                                             | Эрика Браун        | Дебби Маккормик    | Джессика Шульц        | Энн Суиссхелм    | Эллисон Поттинджер тренер: Билл Тодхантер    | ЗОИ 2014 (10 место)                 |
| 2015—16                                             | Эрика Браун        | Эллисон Поттинджер | Николь Джоренстед     | Натали Николсон  | Табита Питерсон (ЧМ) тренер: Энн Суиссхелм   | ЧСШАЖ 2016 · ЧМ 2016 (6 место)      |
| 2018—19                                             | Эллисон Поттинджер | Кортни Джордж      | Jordan Moulton        | Regan Birr       |                                              |                                     |
| Кёрлинг среди смешанных команд (mixed curling)      |                    |                    |                       |                  |                                              |                                     |
| 1994—95                                             | Майк Фрабони       | Эллисон Поттинджер | Mark Swandby          | Toni Swandby     |                                              | ЧСШАСК 1995                         |
| 1997—98                                             | Майк Фрабони       | Эллисон Поттинджер | Крейг Браун           | Трейси Сэчен     |                                              | ЧСШАСК 1998                         |
| Кёрлинг среди смешанных пар (mixed doubles curling) |                    |                    |                       |                  |                                              |                                     |
| 2015—16                                             | Эллисон Поттинджер | Даг Поттинджер     |                       |                  |                                              | ЧСШАСП 2016                         |

(скипы выделены полужирным шрифтом)

## Частная жизнь
Родилась в Канаде, в начале 1990-х её семья переехала в США, американское гражданство получила в 1999.
Замужем, муж — американский кёрлингист Даг Поттинджер, чемпион США среди мужчин (2004), участник чемпионатов мира. У них двое детей. Даг познакомился с Эллисон (тогда её фамилия была Дарра) на чемпионате мира среди женщин 1995, проходившем в городе Брандон (Манитоба, Канада), где она была в составе команды США, а он работал в составе бригады специалистов по подготовке льда для кёрлинга (айсмейкеров, англ. icemaker). У них двое детей.
Изучала маркетинг, окончила Висконсинский университет в Милуоки, также окончила Висконсинский университет в Ошкоше как бакалавр в области политических наук и истории. По состоянию на 2020 год, работала менеджером по анализу потребительского спроса в исследовательском департаменте e-commerce-компании Rakuten Intelligence.
Начала заниматься кёрлингом в 1984 году, в возрасте 11 лет.